# Konrad von Aldendorf
Konrad von Aldendorf (* im 14. Jahrhundert; † 13. April 1416 in Trier) war ein deutscher Karmeliterprior, Weihbischof in Trier und Titularbischof in Azotus.

## Leben
Konrad von Aldendorf entstammte mit hoher Wahrscheinlichkeit der Essener Ministerialenfamilie von Altendorp, deren Mitglieder Ende des 13. Jahrhunderts als Lehnsmänner der Grafen von der Mark geführt werden.    
Er schloss sich dem Karmeliterorden an und kam in das Karmeliterkloster Köln. Nach einem Studium der Theologie an der Universität zu Köln und der Universität in Paris promovierte er in Paris zum Magister artium und in Köln zum Dr. theol.
Bevor er 1388 Prior des Karmeliterklosters Trier wurde, erfüllte er in den Konventen  Marienau, Geldern, Kassel, Aachen, Frankfurt, Strasbourg und Boppard verschiedene Aufgaben. 1390 verließ er das Amt und wurde designierter Nachfolger des Priors in Straßburg. 
Seine Ernennung zum Titularbischof von Azotus folgte am 13. Juli 1391.
Am 23. Februar 1392 gab Papst Bonifatius IX. die Erlaubnis zum Dienst als Weihbischof in Trier, wo von Aldendorf dann tätig wurde. Am 3. Oktober 1405 erhielt er vom 
Papst Innozenz VII. die Erlaubnis, für den Erzbischof Werner von Falkenstein die Pontifikalien zu übernehmen. 
Am 12. April 1416 wurde er altersbedingt emeritiert. Er wurde im Chor der Karmeliterkirche Trier bestattet.